# Marghita
Marghita (Pronunciación rumana [marˈɡita]; en húngaro: Margitta, [’mɒrɡitɒ]) es una ciudad del Distrito de Bihor, en Rumanía. Administra dos pueblos Cheţ (Magyarkéc) y Ghenetea (Genyéte).

## Población
En la actualidad, unas 19.000 personas viven en Marghita, 18.000 de las cuales viven en la ciudad de Marghita, 1.200 en Cheţ  y 800 en Ghenetea.
Étnicamente, la población se compone de:
- Rumanos - 50 %
- Húngaros - 46 %
- Otros (eslovacos y gitanos) - 4%

- Datos: Q750222
- Multimedia: Marghita / Q750222